# Campionati mondiali femminili di sollevamento pesi 1988
I Campionati mondiali femminili di sollevamento pesi 1988, 2ª edizione della manifestazione, si svolsero a Giacarta dal 2 al 4 dicembre; fu la prima delle tre edizioni femminili a svolgersi nell'anno delle olimpiadi – il sollevamento pesi femminile non era incluso nel programma olimpico – nonché la terza assoluta dopo quelle del 1904 e del 1920.

## Titoli in palio
| Categoria            | Eventi         | Atlete |
| -------------------- | -------------- | ------ |
| Pesi mosca           | Fino a 44 kg   | 12     |
| Pesi gallo           | Fino a 48 kg   | 11     |
| Pesi piuma           | Fino a 52 kg   | 11     |
| Pesi leggeri         | Fino a 56 kg   | 20     |
| Pesi medi            | Fino a 60 kg   | 14     |
| Pesi massimi leggeri | Fino a 67.5 kg | 15     |
| Pesi mediomassimi    | Fino a 75 kg   | 9      |
| Pesi massimi         | Fino a 82.5 kg | 6      |
| Pesi supermassimi    | Oltre 82.5 kg  | 5      |

## Nazioni partecipanti
Le nazioni che hanno partecipato ai campionati furono 23 per un totale di 103 atlete partecipanti. Tra parentesi le partecipanti per nazione.
- Antille Olandesi (1)
- Australia (2)
- Austria (1)
- Bulgaria (5)
- Canada (9)
- Cina (9)
- Corea del Sud (9)
- Francia (2)
- Germania Ovest (5)
- Giappone (7)
- Grecia (1)
- Guam (1)
- Indonesia (9)
- Messico (1)
- Norvegia (2)
- Portogallo (2)
- Regno Unito (6)
- Singapore (1)
- Spagna (4)
- Stati Uniti (9)
- Taipei cinese (9)
- Thailandia (4)
- Ungheria (4)

## Risultati
Vennero stabiliti venti record mondiali: sette nel totale dell'esercizio, tredici nelle specialità singole. 
| Evento   | Oro                 | Oro      | Argento              | Argento  | Bronzo               | Bronzo   |
| 44 kg    | 44 kg               | 44 kg    | 44 kg                | 44 kg    | 44 kg                | 44 kg    |
| -------- | ------------------- | -------- | -------------------- | -------- | -------------------- | -------- |
| Strappo  | Xing Fen            | 60,0 kg  | Choi Myung-shik      | 55,0 kg  | Ponco Imbarwati      | 47,5 kg  |
| Slancio  | Xing Fen            | 87,5 kg  | Choi Myung-shik      | 75,5 kg  | Tsai Huey-woan       | 57,5 kg  |
| Totale   | Xing Fen            | 147,5 kg | Choi Myung-shik      | 130,0 kg | Ponco Imbarwati      | 105,0 kg |
| 48 kg    |                     |          |                      |          |                      |          |
| Strappo  | Huang Xiaoyu        | 70,0 kg  | Robin Byrd           | 67,5 kg  | Siti Aisah           | 62,5 kg  |
| Slancio  | Huang Xiaoyu        | 95,5 kg  | Siti Aisah           | 75,0 kg  | Robin Byrd           | 72,5 kg  |
| Totale   | Huang Xiaoyu        | 165,0 kg | Robin Byrd           | 140,0 kg | Siti Aisah           | 137,5 kg |
| 52 kg    |                     |          |                      |          |                      |          |
| Strappo  | Peng Liping         | 80,0 kg  | Yang Su-kuan         | 68,0 kg  | Sandra Gómez         | 62,5 kg  |
| Slancio  | Peng Liping         | 95,0 kg  | Sandra Gómez         | 85,0 kg  | Kim Oh-sook          | 85,0 kg  |
| Totale   | Peng Liping         | 175,0 kg | Sandra Gómez         | 147,5 kg | Kim Oh-sook          | 145,0 kg |
| 56 kg    |                     |          |                      |          |                      |          |
| Strappo  | Ma Na               | 75,0 kg  | Won Soon-yi          | 70,0 kg  | Stéphanie Genna      | 67,5 kg  |
| Slancio  | Ma Na               | 105,0 kg | Yang Mei-tzu         | 87,5 kg  | Mina Uotome          | 85,0 kg  |
| Totale   | Ma Na               | 180,0 kg | Won Soon-yi          | 155,0 kg | Yang Mei-tzu         | 152,5 kg |
| 60 kg    |                     |          |                      |          |                      |          |
| Strappo  | Yang Jing           | 85,0 kg  | Maria Christoforidou | 80,0 kg  | Colleene Colley      | 75,0 kg  |
| Slancio  | Yang Jing           | 110,0 kg | Colleene Colley      | 100,0 kg | Maria Christoforidou | 97,5 kg  |
| Totale   | Yang Jing           | 195,0 kg | Maria Christoforidou | 177,5 kg | Colleene Colley      | 175,0 kg |
| 67,5 kg  |                     |          |                      |          |                      |          |
| Strappo  | Guo Qiuxiang        | 95,0 kg  | Mária Takács         | 87,5 kg  | Anikó Triff-Árkosi   | 82,5 kg  |
| Slancio  | Guo Qiuxiang        | 115,0 kg | Mária Takács         | 110,0 kg | Jeanette Rose        | 102,5 kg |
| Totale   | Guo Qiuxiang        | 210,0 kg | Mária Takács         | 197,5 kg | Jeanette Rose        | 180,0 kg |
| 75 kg    |                     |          |                      |          |                      |          |
| Strappo  | Milena Trendafilova | 90,0 kg  | Li Hongling          | 90,0 kg  | Senka Asenova        | 85,0 kg  |
| Slancio  | Li Hongling         | 122,5 kg | Milena Trendafilova  | 115,0 kg | Arlys Kovach         | 112,5 kg |
| Totale   | Li Hongling         | 212,5 kg | Milena Trendafilova  | 205,0 kg | Arlys Kovach         | 197,5 kg |
| 82,5 kg  |                     |          |                      |          |                      |          |
| Strappo  | Li Yanxia           | 97,5 kg  | Erika Takács         | 92,5 kg  | Milena Mileskova     | 92,5 kg  |
| Slancio  | Li Yanxia           | 117,5 kg | Erika Takács         | 117,5 kg | Milena Mileskova     | 110,0 kg |
| Totale   | Li Yanxia           | 215,0 kg | Erika Takács         | 210,0 kg | Milena Mileskova     | 202,5 kg |
| +82,5 kg |                     |          |                      |          |                      |          |
| Strappo  | Han Changmei        | 100,0 kg | Karyn Marshall       | 97,5 kg  | Veronika Tóbiás      | 85,0 kg  |
| Slancio  | Han Changmei        | 132,5 kg | Karyn Marshall       | 127,5 kg | Veronika Tóbiás      | 107,5 kg |
| Totale   | Han Changmei        | 232,5 kg | Karyn Marshall       | 225,0 kg | Veronika Tóbiás      | 192,5 kg |

## Medagliere

### Grandi (totale)
Riferito al totale dell'esercizio: 10 nazioni sono entrate nel medagliere.
| Posiz. | Nazione       | Oro | Argento | Bronzo | Totale |
| ------ | ------------- | --- | ------- | ------ | ------ |
| 1      | Cina          | 9   | 0       | 0      | 9      |
| 2      | Stati Uniti   | 0   | 2       | 2      | 4      |
| 3      | Ungheria      | 0   | 2       | 1      | 3      |
| 3      | Corea del Sud | 0   | 2       | 1      | 3      |
| 5      | Bulgaria      | 0   | 1       | 1      | 2      |
| 6      | Grecia        | 0   | 1       | 0      | 1      |
| 6      | Spagna        | 0   | 1       | 0      | 1      |
| 8      | Indonesia     | 0   | 0       | 2      | 2      |
| 9      | Taipei cinese | 0   | 0       | 1      | 1      |
| 9      | Regno Unito   | 0   | 0       | 1      | 1      |
| Totale | Totale        | 9   | 9       | 9      | 27     |

### Grandi (totale) e Piccole (Strappo e Slancio)
Riferito al totale dell'esercizio e delle due specialità: 12 nazioni sono entrate nel medagliere.
| Posiz. | Nazione       | Oro | Argento | Bronzo | Totale |
| ------ | ------------- | --- | ------- | ------ | ------ |
| 1      | Cina          | 26  | 1       | 0      | 27     |
| 2      | Bulgaria      | 1   | 2       | 4      | 7      |
| 3      | Stati Uniti   | 0   | 6       | 5      | 11     |
| 4      | Ungheria      | 0   | 6       | 4      | 10     |
| 5      | Corea del Sud | 0   | 5       | 2      | 7      |
| 6      | Taipei cinese | 0   | 2       | 2      | 4      |
| 7      | Grecia        | 0   | 2       | 1      | 3      |
| 7      | Spagna        | 0   | 2       | 1      | 3      |
| 9      | Indonesia     | 0   | 1       | 4      | 5      |
| 10     | Regno Unito   | 0   | 0       | 2      | 2      |
| 11     | Francia       | 0   | 0       | 1      | 1      |
| 11     | Giappone      | 0   | 0       | 1      | 1      |
| Totale | Totale        | 27  | 27      | 27     | 81     |